# Felix Henry

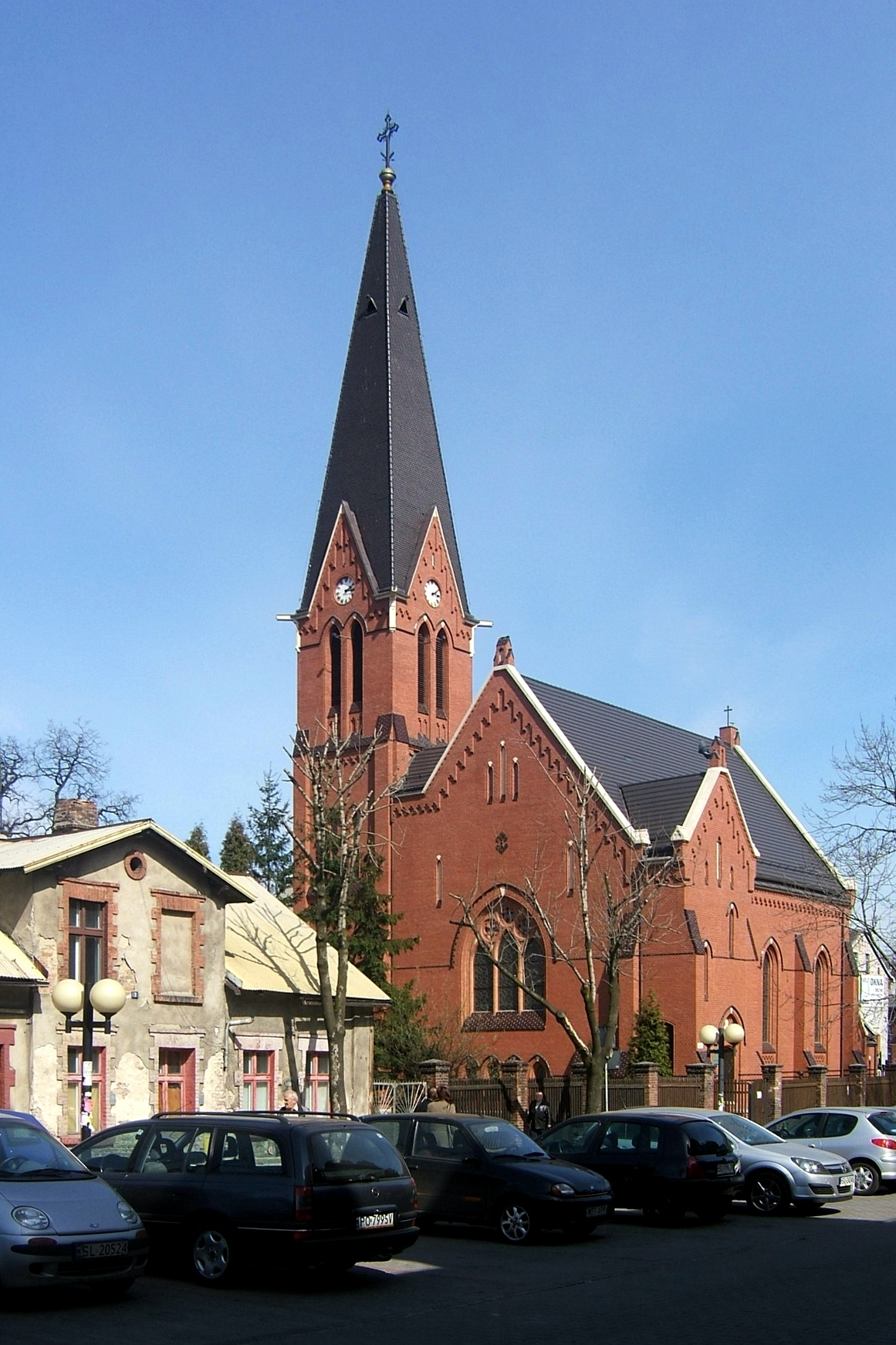
Kościół ewangelicki w Wirku z 1902

Felix Gustav Otto Henrÿ (ur. 12 lipca 1857 we Wrocławiu, zm. 9 lutego 1920 tamże) – niemiecki architekt, przedstawiciel późnego historyzmu.

## Projekty
Od 1884 pracował we Wrocławiu. Zaprojektował m.in.:
- Nową Synagogę w Opolu (1893)
- wieżę widokową na Śnieżniku (1893)
- kościół w Rakoszycach w stylu neorenesansu niderlandzkiego
- kościół ewangelicki w Wirku (Ruda Śląska) (1902)[2]
- pałac w Brzezince koło Oleśnicy
- budynek dawnego urzędu powiatowego i tzw. „zamek wodny” w parku w Ziębicach
- rezydencję rodziny przemysłowców Schoellerów (dziś hotel Platinum Palace) przy ul. Powstańców Śląskich 204 we Wrocławiu (1906)
- budynek przy ul. Sienkiewicza nr 32–34 we Wrocławiu (obecnie siedziba m.in. Wyższej Szkoły Filologicznej)
- pomnik Friedricha Schillera we Wrocławiu (1905)
- unikatowy kryty żelbetonowy most w Lądku-Zdroju (1907–1910)